# Contea
Contea – wieś w Rumunii, w okręgu Vâlcea, w gminie Lăcusteni. W 2011 roku liczyła 468 mieszkańców.